# إدوارد ماسترز
إدوارد ماسترز (بالإنجليزية: Edward Masters)‏ هو سياسي نيوزلندي، ولد في 1838، وتوفي في 27 نوفمبر 1881. انتخب عضو مجلس النواب النيوزيلندي.